# Barisan Revolusi Nasional

Flagge der Barisan Revolusi Nasional

Die Barisan Revolusi Nasional Melayu Patani, kurz Barisan Revolusi Nasional (BRN), englisch: „National Revolutionary Front“, ist eine Rebellengruppe in Nord-Malaysia und Patani, Südthailand.
Die Gründung erfolgte 1963. Seit 2017 ist sie die stärkste dieser Gruppen in der Region.
Ursprünglich wurde die BRN als eine grob territoriale Organisation gegründet. Die BRN führte den Süden Thailands zu Aufständen und schrieb der lokalen Gesellschaft extrem religiöse Werte vor.
Die BRN ist durch ihren Paramilitär-Flügel „Pejuang Kemerdekaan Patani“ die Hauptgruppe hinter den Morden an Lehrern in den südlichen Grenzprovinzen.